# Cộng đồng mạng
Cộng đồng mạng (viết tắt: CĐM), hay còn được gọi là cộng đồng trực tuyến hoặc cộng đồng Internet, là một cộng đồng ảo có các thành viên tương tác với nhau chủ yếu thông qua Internet. Đối với nhiều người, các cộng đồng trực tuyến mang lại cảm giác của một ngôi nhà chung, một "gia đình gồm những người bạn vô hình" . Những người muốn trở thành một phần của cộng đồng trực tuyến thường phải trở thành thành viên thông qua một trang web cụ thể và nhờ đó có được quyền truy cập vào nội dung hoặc liên kết cụ thể. Một cộng đồng trực tuyến có thể hoạt động như một hệ thống thông tin, nơi các thành viên có thể đăng bài, nhận xét về các cuộc thảo luận, đưa ra lời khuyên hoặc cộng tác cùng người khác. Thông thường, mọi người giao tiếp thông qua các trang mạng xã hội, phòng trò chuyện, diễn đàn, danh sách email và chủ đề thảo luận. Mọi người cũng có thể tham gia cộng đồng trực tuyến thông qua các trò chơi video, blog và thế giới ảo. Sự gia tăng phổ biến của các trang Web 2.0 đã cho phép giao tiếp và kết nối tại thời điểm thực tế dễ dàng hơn với những người khác và tạo điều kiện cho việc giới thiệu những cách thức mới để trao đổi thông tin.
Một định nghĩa học thuật về cộng đồng trực tuyến là: "một cộng đồng ảo được định nghĩa là tập hợp của các cá nhân hoặc đối tác kinh doanh tương tác xung quanh lợi ích chung, trong đó tương tác ít nhất được hỗ trợ hoặc qua trung gian bởi công nghệ (hoặc cả hai) và được dẫn dắt bởi một số giao thức hoặc định mức ".

## Danh mục
Một cộng đồng không phải là một khái niệm xa lạ. Trên điện thoại, trong đài phát thanh và trong thế giới trực tuyến, các tương tác xã hội không còn phải dựa trên sự gần gũi; thay vào đó nó có thể xảy ra với bất cứ ai ở bất cứ đâu. Những nghiên cứu về cộng đồng đã phải thích nghi cùng với sự phát triển công nghệ mới. Nhiều nhà nghiên cứu đã sử dụng dân tộc học để cố gắng hiểu mọi người làm gì trong không gian trực tuyến, cách họ thể hiện, điều gì thúc đẩy họ, cách họ tự quản lý, điều gì thu hút họ và tại sao một số người thích quan sát hơn là tham gia. Các cộng đồng trực tuyến có thể xoay quanh một sở thích chung và được trải rộng trên nhiều trang web.
Một số dấu hiệu của các cộng đồng trực tuyến là:
- Nội dung (content): bài viết, thông tin và tin tức về một chủ đề được quan tâm bởi một nhóm người.
- Diễn đàn (forum) hoặc nhóm tin tức và email: để các thành viên trong cộng đồng có thể giao tiếp với nhau.
- Trò chuyện và nhắn tin tức thời: để các thành viên trong cộng đồng có thể liên lạc ngay lập tức với nhau nhiều hơn tại các phòng chat trực tuyến.[8]

### Phát triển
Có một tập hợp các giá trị được gọi là netiquette (hoặc lễ nghi trên Internet - Internet etiquette) để đánh giá khi cộng đồng trực tuyến phát triển. Một số giá trị này bao gồm: cơ hội, giáo dục, văn hóa, dân chủ, dịch vụ con người, bình đẳng trong nền kinh tế, thông tin, tính bền vững và truyền thông. Mục đích của cộng đồng trực tuyến là để phục vụ như một nền tảng chung cho những người có cùng sở thích.
Các cộng đồng trực tuyến có thể được sử dụng để xây dựng kế hoạch nhằm theo dõi các sự kiện như các cuộc gặp gỡ sắp tới hoặc các sự kiện thể thao. Chúng hình thành xung quanh các hoạt động và sở thích. Nhiều cộng đồng trực tuyến liên quan đến chăm sóc sức khỏe giúp thông báo, tư vấn và hỗ trợ bệnh nhân và gia đình họ. Sinh viên có thể tham gia các lớp học trực tuyến và họ có thể giao tiếp với các giáo sư và đồng nghiệp của họ trên mạng. Các doanh nghiệp cũng đã bắt đầu sử dụng các cộng đồng trực tuyến để liên lạc với khách hàng về sản phẩm và dịch vụ của họ, cũng như để chia sẻ thông tin về doanh nghiệp. Các cộng đồng trực tuyến khác cho phép nhiều chuyên gia đến với nhau để chia sẻ suy nghĩ, ý tưởng và giả thuyết.
Fandom (cộng đồng người hâm mộ) là một ví dụ về những gì cộng đồng trực tuyến có thể phát triển thành. Các cộng đồng trực tuyến đã phát triển ảnh hưởng trong việc "định hình các hiện tượng xung quanh mà họ tổ chức" theo công trình của Nancy K. Baym.  Cô nói rằng: "Hơn bất kỳ lĩnh vực thương mại nào khác, ngành văn hóa phổ biến dựa vào các cộng đồng trực tuyến để công khai và cung cấp lời cam kết chứng thực cho các sản phẩm của họ." Sức mạnh của sức mạnh cộng đồng trực tuyến được thể hiện qua buổi ra mắt phần 3 của Sherlock của BBC. Hoạt động trực tuyến của người hâm mộ dường như đã có một ảnh hưởng đáng chú ý đến cốt truyện và hướng của tập mở màn mùa giải. Mark Lawson của The Guardian kể lại cách người hâm mộ, ở một mức độ nào đó, chỉ đạo kết quả của các sự kiện trong tập phim. Ông nói rằng "Sherlock luôn là một trong những chương trình được nhận biết trên nhiều trang mạng nhất, là một trong số những chương trình đầu tiên tìm thấy một cách thỏa mãn người hâm mộ về việc thể hiện cuộc trò chuyện điện tử trên màn hình."
Các cuộc thảo luận - nơi các thành viên có thể đăng phản hồi của họ là điều cần thiết cho sự phát triển của một cộng đồng trực tuyến.  Các cộng đồng trực tuyến có thể khuyến khích các cá nhân liên kết với nhau để dạy và học hỏi lẫn nhau. Họ có thể khuyến khích người học thảo luận và tìm hiểu về các vấn đề/ tình huống trong thế giới thực cũng như tập trung vào những thứ như làm việc nhóm, suy nghĩ hợp tác và kinh nghiệm cá nhân.

### Blogs
Blogging liên quan đến một trang web được cập nhật theo thứ tự thời gian đảo ngược về chủ đề hoặc cuộc sống của một người. Có nhiều loại blog khác nhau bao gồm cả Microblogging, trong đó lượng thông tin của một yếu tố nhỏ hơn như trên trang mạng xã hội phổ biến Twitter và Liveblogging khi một sự kiện đang diễn ra trong thời gian thực, điều này đã được sử dụng để cập nhật trực tiếp các câu chuyện quan trọng trên toàn thế giới trong đó có một người dùng Twitter vô tình viết blog trực tiếp về cuộc đột kích đã giết chết Osama bin Laden.
Sự dễ dàng và thuận tiện của việc viết blog đã cho phép sự phát triển của nó với các nền tảng như Twitter và Tumblr kết hợp phương tiện truyền thông xã hội và viết blog cùng với các giải pháp khác như WordPress cho phép lưu trữ nội dung trên máy chủ của chính họ hoặc cho người dùng tải xuống và cài đặt phần mềm trên chúng máy chủ riêng nơi người dùng thực hiện sửa đổi có thể được thêm vào. Điều này đã trở nên phổ biến đến mức vào tháng 10 năm 2014, 23,1% trong số 10 triệu trang web hàng đầu được lưu trữ hoặc hoạt động trên WordPress.

### Bảng thông báo (bulletin boards)
Bảng thông báo hoặc diễn đàn trên mạng (Internet forum) là các trang web cho phép người dùng đăng các topic - còn được gọi là chủ đề để thảo luận với những người dùng khác, tạo thành cuộc hội thoại. Diễn đàn tuân theo cấu trúc phân loại với nhiều giải pháp phần mềm phổ biến để phân loại dựa trên mục đích của chúng với nhiều diễn đàn khác có khả năng chứa các diễn đàn phụ liên quan đến chủ đề. Ngày càng có nhiều tính năng nâng cao được thêm vào các diễn đàn như khả năng đính kèm tệp, nhúng video từ YouTube và nhắn tin riêng hiện là nơi phổ biến. Hiện tại diễn đàn lớn nhất Gaia Online chứa hơn 2 tỷ bài đăng.
Các thành viên thường được chỉ định vào các nhóm người dùng kiểm soát quyền truy cập và quyền của họ với hai cấp độ truy cập nhân viên phổ biến:
- Người dùng: Tài khoản tiêu chuẩn có khả năng tạo chủ đề và trả lời
- Người điều hành: Người điều hành thường được giao nhiệm vụ quản lý hàng ngày như trả lời các câu hỏi của người dùng, xử lý các bài đăng vi phạm quy tắc và di chuyển, chỉnh sửa hoặc xóa chủ đề, bài đăng.
- Quản trị viên: Quản trị viên xử lý chiến lược diễn đàn bao gồm triển khai các tính năng mới bên cạnh các tác vụ kỹ thuật hơn như bảo trì máy chủ.

### Mạng xã hội
Mạng xã hội là nền tảng cho phép người dùng thiết lập hồ sơ của riêng họ và xây dựng kết nối với những người có cùng chí hướng hay theo đuổi sở thích tương tự thông qua tương tác. Ví dụ được biết đến đầu tiên của một trang web như vậy là SixDegrees.com, được thiết lập vào năm 1997 bao gồm danh sách bạn bè và khả năng gửi tin nhắn đến các thành viên được liên kết với bạn bè và xem các nhóm người dùng khác. Trong hơn một thập kỷ, sự phổ biến của các mạng xã hội tương tự đã tăng lên với Friendster, mạng xã hội đầu tiên thu hút sự chú ý của truyền thông đại chúng, tuy nhiên đến năm 2004 nó đã bị Myspace vượt qua, sau đó đã bị Facebook vượt qua, cho đến nay là mạng xã hội phổ biến nhất hiện đang thu hút 1.23 tỷ người dùng hàng tháng trong năm 2013, tăng nhanh từ 145 triệu người trong năm 2008. Điều này dường như cho thấy một chu kỳ sinh và tử với các mạng xã hội mới đang phát triển nhanh chóng và vượt qua người tiền nhiệm của họ và khiến các mạng cũ bị suy giảm.
Xu hướng hiện nay tập trung vào việc tăng cường sử dụng mạng xã hội trên thiết bị di động, thống kê từ Statista cho thấy vào năm 2013, 97.9 triệu người dùng truy cập mạng xã hội từ một thiết bị di động ở Mỹ với dự kiến sẽ tăng lên 160,5 triệu vào năm 2017.

## Mục đích
Cộng đồng mạng cung cấp nền tảng cho một loạt các dịch vụ cho người dùng. Chúng cho phép tương tác xã hội trên toàn thế giới giữa những người thuộc các nền văn hóa khác nhau, những người có thể không gặp gỡ tại các cuộc họp trực tiếp, cũng trở nên phổ biến hơn. Một cách sử dụng chính yếu khác của cộng đồng mạng là truy cập và trao đổi thông tin. Với ngay cả các cộng đồng dành cho thiểu số hay thị trường ngách, người dùng có thể tìm thấy những người cùng quan tâm đến một vấn đề và tìm kiếm và chia sẻ thông tin về một chủ đề trong trường hợp họ không thể ngay lập tức có mặt ở đó. Điều này đã tạo nên một loạt các trang web phổ biến dựa trên các lĩnh vực như y tế, việc làm, tài chính và giáo dục.
Các ứng dụng không ngờ tới đầy sáng tạo của cộng đồng mạng cũng đã xuất hiện khi các mạng xã hội được sử dụng trong các cuộc xung đột để cảnh báo người dân về các cuộc tấn công sắp xảy ra, Liên Hợp Quốc coi các trang web và các mạng xã hội cụ thể là một công cụ quan trọng trong các cuộc xung đột và khẩn cấp.

## Độ nổi tiếng
Cộng đồng mạng đã trở nên phổ biến với 6 trong số 20 trang web hàng đầu hiện nay bởi lượng truy cập là các trang web dựa trên cộng đồng.  Lượng truy cập vào các trang web này dự kiến sẽ tăng do vào cuối năm 2015, ước tính 42% dân số thế giới sẽ truy cập internet so với 17,6% vào năm 2006 theo Ủy ban Du lịch Châu Âu  khi Chủ tịch hiện tại của Google - Eric Schmidt tuyên bố niềm tin của mình rằng đến năm 2020, toàn bộ thế giới sẽ có thể truy cập vào internet.

## Phân loại
Các cộng đồng trực tuyến rất năng động, do đó cần các nhà nghiên cứu và tổ chức để phân loại chúng. Họ cần phải biết các yêu cầu về bảo mật, quyền truy cập và công nghệ của một loại cộng đồng nhất định vì nó có thể phát triển từ một diễn đàn mở thành đóng kín (riêng tư).  Một số tác giả đã nghiên cứu các cộng đồng trực tuyến để hiểu rõ hơn về cách chúng được cấu trúc. Người ta đã lập luận rằng các khía cạnh kỹ thuật của các cộng đồng trực tuyến, chẳng hạn như liệu có tồn tại nhiều trang có thể được tạo và chỉnh sửa hay không, như trường hợp của wiki bao gồm Wikipedia, hay chỉ một số người dùng nhất định có thể đăng bài và chỉnh sửa chúng, như trường hợp với hầu hết các blog, có thể đặt các cộng đồng trực tuyến vào các danh mục theo loại phong cách. Một cách tiếp cận khác cho rằng "cộng đồng trực tuyến" là một phép ẩn dụ còn những người đóng góp tự xây dựng ý nghĩa của thuật ngữ này, bao gồm các giá trị và chuẩn mực xã hội.
Một số nghiên cứu đã xem xét người dùng của các cộng đồng trực tuyến. Amy Jo Kim đã phân loại các nghi thức và giai đoạn tương tác cộng đồng trực tuyến và gọi đó là 'Vòng đời của tư cách thành viên' (Membership Life Cycle). Clay Shirky  nói về cộng đồng thực hành nơi các thành viên hợp tác và giúp đỡ lẫn nhau để làm cho một điều gì đó tốt hơn hoặc cải thiện một kỹ năng nhất định. Điều làm cho các cộng đồng này gắn kết là "tình yêu" một cái gì đó được thể hiện bởi các thành viên, luôn cố gắng giúp đỡ mà không có bất kỳ lợi ích tài chính nào. Campbell et al. đã phát triển một lý thuyết nhân vật để phân tích các cộng đồng trực tuyến, dựa trên hệ thống các loại hình của bộ lạc. Trong cộng đồng đó, họ đã điều tra và xác định ra ba loại tính cách:
1. The Big Man (cung cấp một hình thức trật tự và ổn định cho cộng đồng bằng cách tiếp thu nhiều tình huống xung đột cá nhân)
2. The Sorcerer (sẽ không tham gia vào việc trao đổi lợi ích với những người khác trong cộng đồng)
3. The Trickster (thường là một nhân vật hài hước nhưng phức tạp được tìm thấy trong hầu hết văn hóa của thế giới)

Một nghiên cứu của McKinsey & Company vào năm 2001 cho thấy chỉ có 2% khách hàng của trang giao dịch quay trở lại sau lần mua đầu tiên, trong khi 60% người dùng cộng đồng trực tuyến mới bắt đầu sử dụng và truy cập trang web thường xuyên sau những trải nghiệm đầu tiên của họ. Cộng đồng trực tuyến đã thay đổi cuộc chơi đối với các công ty bán lẻ, buộc họ phải thay đổi chiến lược kinh doanh. Các công ty phải kết nối nhiều hơn, điều chỉnh các tính toán và thay đổi cấu trúc tổ chức của họ. Điều này dẫn đến những thay đổi trong giao tiếp của một công ty với các nhà sản xuất của họ, bao gồm thông tin được chia sẻ và có thể truy cập để có năng suất và lợi nhuận cao hơn. Do người tiêu dùng và khách hàng trong tất cả các lĩnh vực đã trở nên quen thuộc với nhiều tương tác và tham gia trực tuyến hơn, các điều chỉnh phải được xem xét để giữ cho người xem luôn tò mò.
Một thuật ngữ được mô tả bởi Ray Oldenberg gọi là "vị trí thứ ba" (the third place) để giúp phân loại các cộng đồng trực tuyến nói rằng "vị trí thứ ba là một chỉ định chung cho rất nhiều địa điểm công cộng tổ chức các cuộc tụ họp thường xuyên, tự nguyện, không chính thức và vui vẻ dự đoán của các cá nhân ngoài vương quốc về nhà và nơi làm việc "(Oldenburg, trang 16). Một cộng đồng trực tuyến có thể đảm nhận vai trò của một vị trí thứ ba. Vị trí thứ ba có các đặc điểm mà nhiều cộng đồng trực tuyến thể hiện, ví dụ: họ cung cấp nền tảng trung lập cho tất cả các bên; họ là những người trung lập, dễ dàng tiếp cận và có sức chứa cao; hội thoại là hoạt động chính; họ cho phép mọi người không đưa ra thông tin cá nhân, và một vài điều khác. Mặc dù đây có thể là các đặc điểm để giúp phân loại các cộng đồng trực tuyến, nhưng tất cả có thể không áp dụng cho một cộng đồng trực tuyến cụ thể cũng như cộng đồng trực tuyến không cần phải thể hiện từng đặc điểm này.
Bốn yêu cầu của việc "thương lượng ảo" bao gồm: tính tương tác, một loạt các nhà truyền thông, một nền tảng công cộng nơi các thành viên có thể gặp gỡ và tương tác và duy trì tư cách thành viên theo thời gian. Dựa trên những cân nhắc này, có thể nói rằng các blog nhỏ như Twitter có thể được phân loại là cộng đồng trực tuyến.

## Xây dựng các cộng đồng
Theo Dorine C. Andrews, tác giả của Thiết kế cộng đồng trực tuyến dành riêng cho người xem (Audience-Specific Online Community Design), có ba phần để xây dựng một cộng đồng trực tuyến: bắt đầu cộng đồng trực tuyến, khuyến khích tương tác trực tuyến sớm và chuyển sang môi trường tương tác tự duy trì. Khi bắt đầu một cộng đồng trực tuyến, có thể hiệu quả để tạo các trang web thu hút các sở thích cụ thể. Các cộng đồng trực tuyến với các chủ đề rõ ràng và dễ dàng truy cập có xu hướng hiệu quả nhất. Để có được sự tương tác sớm của các thành viên, đảm bảo quyền riêng tư và những cuộc thảo luận về nội dung là rất quan trọng. Các cộng đồng trực tuyến thành công thường có xu hướng hoạt động tự túc.

### Sự tham gia
Có hai loại người tham gia chính trong cộng đồng trực tuyến: tham gia cộng đồng và tham gia ngoài công cộng, hay còn được gọi là ẩn nấp. Lurker (kẻ ẩn nấp) là những người tham gia cộng đồng ảo nhưng không đóng góp. Ngược lại, những người tham gia công khai, hay còn gọi là người đăng bài, là những người tham gia cộng đồng ảo và công khai bày tỏ niềm tin và ý kiến của họ. Cả người ẩn và người đăng bài thường xuyên vào cộng đồng để tìm câu trả lời và thu thập thông tin chung. Ví dụ, có một số cộng đồng trực tuyến dành riêng cho công nghệ. Trong các cộng đồng này, người đăng thường là những chuyên gia trong lĩnh vực có thể cung cấp cái nhìn sâu sắc về công nghệ và trả lời câu hỏi, trong khi những người ẩn giấu có xu hướng là người mới sử dụng công nghệ sử dụng cộng đồng để tìm câu trả lời và học hỏi.
Nhìn chung, sự tham gia của cộng đồng ảo bị ảnh hưởng bởi cách người tham gia nhìn nhận bản thân trong xã hội cũng như các chuẩn mực xã hội và cộng đồng trực tuyến. Những người tham gia cũng gia nhập vào các cộng đồng trực tuyến để kết bạn và hỗ trợ. Theo một nghĩa nào đó, các cộng đồng ảo có thể lấp đầy khoảng trống xã hội trong cuộc sống ngoại tuyến của người tham gia.
Nhà xã hội học Barry Wellman trình bày ý tưởng "toàn cầu hóa" - khả năng của Internet để mở rộng kết nối xã hội của người tham gia với mọi người trên khắp thế giới đồng thời giúp họ gắn kết hơn nữa với cộng đồng địa phương.

### Yếu tố hình thành nên các cộng đồng trực tuyến thành công
Một bài báo có tựa đề "Giá trị thực sự của các cộng đồng trực tuyến", được viết bởi A Armstrong và John Hagel của Tạp chí Harvard Business Review,,  nhắc đến một số yếu tố là chìa khóa cho sự phát triển của một cộng đồng trực tuyến và thành công của nó trong việc thu hút các thành viên. Trong ví dụ này, bài viết có sẵn trên mendeley.com tập trung cụ thể vào các cộng đồng trực tuyến liên quan đến kinh doanh, nhưng quan điểm của nó có thể được chuyển giao và áp dụng cho bất kỳ cộng đồng trực tuyến nào. Bài viết đề cập đến bốn loại cộng đồng trực tuyến dựa trên kinh doanh chính, nhưng nói rằng một cộng đồng thực sự thành công sẽ kết hợp các phẩm chất của từng nhóm: cộng đồng giao dịch, cộng đồng quan tâm, cộng đồng giả tưởng và cộng đồng quan hệ. Anubhav Choudhury, từ hoibiblogger.net, cung cấp các mô tả cơ bản về bốn loại cộng đồng trực tuyến này.
- Cộng đồng giao dịch (community of transaction) nhấn mạnh tầm quan trọng của việc mua và bán sản phẩm theo cách trực tuyến xã hội nơi mọi người phải tương tác để hoàn thành giao dịch.
- Cộng đồng về mối quan tâm chung (community of interest) liên quan đến sự tương tác trực tuyến của những người có kiến thức cụ thể về một chủ đề nhất định.
- Cộng đồng giả tưởng (community of fantasy) khuyến khích mọi người tham gia vào các hình thức thực tế thay thế trực tuyến, chẳng hạn như các trò chơi mà chúng được đại diện bởi hình đại diện.
- Cộng đồng của các mối quan hệ (community of relationship) thường tiết lộ hoặc bảo vệ ít nhất một phần danh tính của ai đó trong khi cho phép họ giao tiếp với người khác, chẳng hạn như trong các dịch vụ hẹn hò trực tuyến.

## Vòng đời của tư cách thành viên (Membership Life Cycle)
Vòng đời thành viên của Amy Jo Kim nói rằng các thành viên của cộng đồng trực tuyến bắt đầu cuộc sống của họ trong một cộng đồng với tư cách là khách truy cập hoặc người ẩn danh. Sau khi vượt qua một rào cản, mọi người trở thành người mới và tham gia vào cuộc sống cộng đồng. Sau khi đóng góp trong một thời gian bền vững, họ trở thành nhà quản lý. Nếu họ vượt qua một rào cản khác, họ trở thành nhà lãnh đạo, và một khi họ đã đóng góp cho cộng đồng một thời gian, họ sẽ trở thành người lớn tuổi. Vòng đời này có thể được áp dụng cho nhiều cộng đồng ảo, rõ ràng nhất là cho các hệ thống bảng thông báo, nhưng cũng cho các blog, danh sách gửi thư (danh sách phục vụ) và các cộng đồng dựa trên wiki như Wikipedia.
Một mô hình tương tự có thể được tìm thấy trong các tác phẩm của Lave và Wenger. Nó minh họa một chu kỳ về cách người dùng hòa nhập vào cộng đồng ảo bằng cách sử dụng các nguyên tắc tham gia ngoại vi hợp pháp. Họ đề xuất năm loại quỹ đạo trong cộng đồng học tập:
1. Peripheral (i.e. Lurker) – Một sự tham gia không nằm trong cấu trúc từ bên ngoài
2. Inbound (i.e. Novice) – Người mới hứng thú với cộng đồng và hướng tới sự tham gia đầy đủ
3. Insider (i.e. Regular) – Người tham gia cộng đồng một cách trung thành và đầy đủ
4. Boundary (i.e. Leader) – Một nhà lãnh đạo, duy trì sự tham gia của thành viên và các tương tác của nhà môi giới
5. Outbound (i.e. Elder) – Đang trong quá trình rời khỏi cộng đồng vì các mối quan hệ mới, vị trí mới, triển vọng mới.

Dưới đây là mối tương quan giữa các quỹ đạo học tập và sự tham gia của cộng đồng Web 2.0 bằng cách sử dụng ví dụ về YouTube.
Peripheral (Lurker) – Quan sát cộng đồng và xem nội dung. Không thêm vào nội dung cộng đồng hoặc thảo luận. Người dùng thường truy cập YouTube.com để xem video mà ai đó đã dẫn họ đến.
Inbound (Novice) – Chỉ vừa bắt đầu tham gia vào cộng đồng. Bắt đầu cung cấp nội dung. Dự kiến sẽ tương tác trong một vài cuộc thảo luận. Người dùng nhận xét về video của người dùng khác. Có khả năng đăng một video của riêng mình.
Insider (Regular) – Liên tục tham gia vào các cuộc thảo luận và nội dung cộng đồng. Tương tác với người dùng khác. Thường xuyên đăng video. Hoặc là video họ đã tìm thấy hoặc tự làm. Làm cho một nỗ lực phối hợp để bình luận và đánh giá video của người dùng khác.
Boundary (Leader) – Được công nhận là một người tham gia kỳ cựu. Kết nối với các thành viên thường xuyên để thực hiện các ý tưởng khái niệm cao cấp hơn. Cộng đồng cho ý kiến của họ xem xét lớn hơn. Người dùng đã được công nhận là một người đóng góp để xem. Có thể các video của họ là các podcast bình luận về trạng thái của YouTube và cộng đồng của nó. Người dùng sẽ không xem xét việc xem video của người dùng khác mà không nhận xét về họ. Thường sẽ sửa một người dùng trong hành vi mà cộng đồng cho là không phù hợp. Sẽ tham chiếu các video của người dùng khác trong các nhận xét của họ như một cách để liên kết chéo nội dung.
Outbound (Elders) – Rời khỏi cộng đồng. Lợi ích của họ có thể đã thay đổi, cộng đồng có thể đã đi theo hướng mà họ không đồng ý hoặc họ có thể không còn thời gian để duy trì sự hiện diện liên tục trong cộng đồng.

### Người mới đến (Nội bộ)
Người mới đến rất quan trọng đối với cộng đồng trực tuyến. Cộng đồng trực tuyến dựa vào sự đóng góp của tình nguyện viên và hầu hết các cộng đồng trực tuyến phải đối mặt với tỷ lệ doanh thu cao là một trong những thách thức chính của họ. Ví dụ, chỉ một số ít người dùng Wikipedia đóng góp thường xuyên và chỉ một số ít những người đóng góp đó tham gia vào các cuộc thảo luận cộng đồng. Trong một nghiên cứu được thực hiện bởi Đại học Carnegie Mellon, họ đã phát hiện ra rằng "hơn hai phần ba (68%) người mới tham gia nhóm Usenet không bao giờ xuất hiện lại sau bài đăng đầu tiên của họ". Thực tế trên đã phản ánh một điểm rằng việc tuyển dụng và các thành viên mới còn lại đã trở thành một vấn đề rất quan trọng đối với các cộng đồng trực tuyến: các cộng đồng cuối cùng sẽ nhỏ dần mà không thay thế các thành viên rời đi.
Những người mới đến là thành viên mới của cộng đồng trực tuyến và do đó thường gặp nhiều rào cản khi đóng góp cho các chủ đề, và những rào cản họ gặp phải có thể khiến họ từ bỏ dự án hoặc thậm chí rời khỏi cộng đồng. Bằng cách tiến hành đánh giá dữ liệu có hệ thống hơn 20 nghiên cứu chính liên quan đến các rào cản mà những người mới gặp phải khi đóng góp cho các dự án phần mềm nguồn mở, Steinmacher et al. đã xác định 15 rào cản khác nhau và họ phân loại các rào cản đó thành năm loại như mô tả dưới đây.
1. Tương tác xã hội: danh mục này mô tả các rào cản khi người mới tương tác với các thành viên hiện có của cộng đồng. Ba rào cản mà họ tìm thấy có ảnh hưởng chính đến những người mới đến là: "thiếu sự tương tác xã hội với các thành viên dự án", "không nhận được phản hồi kịp thời" và "nhận được phản hồi không đúng".
2. Kiến thức trước đây của người mới: danh mục này mô tả các rào cản liên quan đến kinh nghiệm trước đây của người mới liên quan đến dự án này. Ba rào cản mà họ tìm thấy được phân loại trong phần này là: "thiếu chuyên môn về miền", "thiếu chuyên môn kỹ thuật" và "thiếu kiến thức về thực hành dự án".
3. Tìm cách để bắt đầu: danh mục này mô tả các vấn đề khi người mới cố gắng bắt đầu đóng góp. Hai rào cản họ tìm thấy là: "Khó tìm được một nhiệm vụ phù hợp để bắt đầu" và "Khó tìm được người cố vấn".
4. Xây dựng tài liệu: tài liệu của dự án cũng được coi là rào cản đối với người mới, đặc biệt là trong các dự án Phần mềm nguồn mở. Ba rào cản họ tìm thấy là: "Tài liệu lỗi thời", "Tài liệu quá nhiều" và "Nhận xét mã không rõ ràng".
5. Rào cản kỹ thuật: rào cản kỹ thuật cũng là một trong những vấn đề lớn khi những người mới bắt đầu đóng góp. Danh mục này bao gồm các rào cản: "Các vấn đề thiết lập không gian làm việc cục bộ", "Độ phức tạp của mã" và "Độ phức tạp của kiến trúc phần mềm".[42]

Do các rào cản được mô tả ở trên, các cộng đồng trực tuyến rất cần thu hút người mới và giúp họ thích nghi với môi trường mới. Từ phía cộng đồng trực tuyến, những người mới đến có thể vừa có lợi vừa có hại cho cộng đồng trực tuyến. Một mặt, những người mới đến có thể mang đến cho cộng đồng trực tuyến những ý tưởng và tài nguyên sáng tạo. Mặt khác, hành vi sai trái của họ do thiếu kinh nghiệm cũng có thể gây hại cho cộng đồng. Kraut et al. và cộng sự đã xác định năm vấn đề cơ bản mà cộng đồng trực tuyến gặp phải khi giao dịch với người mới và đề xuất một số yêu cầu thiết kế cho từng vấn đề trong cuốn sách "Xây dựng Cộng đồng Trực tuyến Thành công".
- Tuyển dụng thành viên. Cộng đồng trực tuyến cần tiếp tục tuyển dụng thành viên mới khi đối mặt với tỷ lệ thay đổi cao của các thành viên hiện tại. Ba gợi ý được đưa ra trong cuốn sách:

- Tuyển dụng giữa các cá nhân: tuyển dụng thành viên mới bằng mối quan hệ cá nhân của các thành viên cũ
- Tuyển dụng truyền miệng: các thành viên mới sẽ tham gia vào cộng đồng vì ảnh hưởng truyền miệng từ thành viên hiện tại
- Quảng cáo cá nhân: mặc dù hiệu quả trực tiếp yếu hơn so với hai chiến lược trước đó, quảng cáo cá nhân có thể làm tăng hiệu quả số lượng người tham gia giữa các thành viên tiềm năng với ít kiến thức về cộng đồng.
- Chọn lọc. Một thách thức khác cho các cộng đồng trực tuyến là chọn các thành viên phù hợp. Không giống như các tổ chức ngoại tuyến, việc chọn ứng viên phù hợp gây ra nhiều vấn đề hơn cho cộng đồng trực tuyến vì tính ẩn danh của người dùng và dễ dàng tạo danh tính mới trực tuyến. Hai cách tiếp cận được đề xuất trong cuốn sách:

- Tự chọn: đảm bảo rằng chỉ những thành viên phù hợp tốt mới chọn tham gia.
- Chọn lọc: đảm bảo rằng chỉ những thành viên phù hợp tốt mới cho phép tham gia.
- Luôn giữ người mới ở xung quanh. Trước khi các thành viên mới bắt đầu cảm thấy sự cam kết và đóng góp lớn, họ phải có mặt đủ lâu trong các cộng đồng trực tuyến để tìm hiểu các quy tắc và hình thành sự gắn kết cộng đồng. Tuy nhiên, phần lớn trong số họ có xu hướng rời khỏi cộng đồng trong thời gian này. Trong thời gian này, các thành viên mới thường rất nhạy cảm với bằng chứng tích cực hoặc tiêu cực mà họ nhận được từ nhóm, điều này có thể ảnh hưởng lớn đến quyết định của người dùng về việc họ rời khỏi hay ở lại. Các tác giả đề xuất hai cách tiếp cận:

- Rào cản đầu vào: Rào cản gia nhập cao hơn sẽ có nhiều khả năng xua đuổi các thành viên mới, nhưng những thành viên sống sót sau quá trình khởi xướng nghiêm trọng này nên có cam kết mạnh mẽ hơn so với những thành viên có rào cản gia nhập thấp hơn.
- Tương tác với các thành viên hiện tại: giao tiếp với thành viên hiện tại và nhận được phản hồi từ họ trong môi trường thân thiện khuyến khích cam kết của thành viên mới. Các thành viên hiện có được khuyến khích đối xử với người mới một cách nhẹ nhàng. Một nghiên cứu đã được thực hiện bởi Halfaker et al. được đề cập trong cuốn sách đề nghị hoàn lại nguyên vẹn công việc của các thành viên mới trong Wikipedia có thể sẽ khiến họ rời khỏi cộng đồng. Do đó, các thành viên mới có nhiều khả năng ở lại và phát triển cam kết nếu sự tương tác giữa thành viên hiện tại và thành viên mới thân thiện và hòa nhã. Cuốn sách đã đề xuất những cách khác nhau, bao gồm cả "giới thiệu chủ đề" trong cộng đồng, "giao trách nhiệm có những tương tác thân thiện với người mới để thiết kế bộ đếm thời gian cũ" và "không khuyến khích sự thù địch đối với người mới mắc lỗi".
- Xã hội hóa. Các cộng đồng trực tuyến khác nhau có các quy tắc và quy định riêng và các thành viên mới cần học cách tham gia một cách thích hợp. Do đó, xã hội hóa là một quá trình thông qua đó các thành viên mới có được các hành vi và thái độ cần thiết để đóng vai trò của họ trong một nhóm hoặc tổ chức. Nghiên cứu trước đây về xã hội hóa tổ chức [44] đã chứng minh rằng các chiến thuật tìm kiếm thông tin tích cực và xã hội hóa của người mới tham gia có liên quan đến hiệu suất tốt hơn, sự hài lòng công việc cao hơn, cam kết hơn với tổ chức, nhiều khả năng ở lại và do đó tỷ lệ doanh thu thấp hơn. Tuy nhiên, chiến thuật xã hội hóa được thể chế hóa này không được sử dụng phổ biến trong cài đặt trực tuyến và hầu hết các cộng đồng trực tuyến vẫn đang sử dụng chiến thuật xã hội hóa cá nhân hóa, nơi những người mới được xã hội hóa cá nhân và theo cách không chính thức hơn trong quá trình đào tạo của họ. Do đó, để giữ thành viên mới, các đề xuất thiết kế được đưa ra bởi cuốn sách này là: "sử dụng các chiến thuật xã hội hóa chính thức, tuần tự và tập thể" và "người cũ có thể cung cấp hướng dẫn chính thức cho người mới."
- Sự bảo vệ. Những người mới đến khác với các thành viên hiện có, và do đó dòng chảy người mới đến có thể thay đổi môi trường hoặc văn hóa được phát triển bởi các thành viên hiện tại. Các thành viên mới cũng có thể cư xử không đúng mực và do đó có thể gây hại cho cộng đồng trực tuyến do thiếu kinh nghiệm. Các cộng đồng khác nhau cũng có thể có mức độ chịu thiệt hại khác nhau, một số có thể dễ bị tổn thương hơn đối với hành vi không phù hợp của người mới (như dự án phần mềm cộng tác nhóm nguồn mở) trong khi những người khác thì không (chẳng hạn như một số diễn đàn thảo luận). Vì vậy, tốc độ tích hợp các thành viên mới với các cộng đồng hiện tại thực sự phụ thuộc vào các loại cộng đồng và mục tiêu của nó, và các nhóm cần phải có các cơ chế bảo vệ phục vụ cho nhiều mục đích.

## Các vai trò trong cộng đồng trực tuyến
Mặc dù xã hội trực tuyến khác nhau về nội dung so với xã hội thực nhưng vai trò mà mọi người đảm nhận trong cộng đồng trực tuyến của họ khá giống nhau. Elliot Volkman  đã chỉ ra một số loại người đóng vai trò trong vòng tròn mạng lưới xã hội, bao gồm:
- Community architect (kiến trúc sư cộng đồng) – Tạo cộng đồng trực tuyến, đặt mục tiêu và quyết định mục đích của trang web.
- Community manager (quản lý cộng đồng) – Giám sát sự tiến bộ của xã hội. Thực thi các quy tắc, khuyến khích các chuẩn mực xã hội, hỗ trợ các thành viên mới và truyền bá nhận thức về cộng đồng.
- Professional member (thành viên chuyên nghiệp) – Đây là một thành viên được trả tiền để đóng góp cho trang web. Mục đích của vai trò này là để giữ cho cộng đồng liên tục hoạt động.
- Free members (thành viên miễn phí) – TNhững thành viên này thường xuyên truy cập các trang web và đại diện cho phần lớn những người đóng góp. Đóng góp của họ rất quan trọng đối với tiến trình của trang web.
- Passive lurker (người ẩn nấp thụ động) – Những người này không đóng góp cho trang web mà chỉ tiếp thu nội dung, thảo luận và lời khuyên.
- Active lurker (người ẩn nấp chủ động) – Tiếp thu nội dung và chia sẻ nội dung đó với các mạng cá nhân và các cộng đồng khác.
- Power users (người dùng có quyền lực) – Những người này thúc đẩy thảo luận mới, cung cấp phản hồi tích cực cho các nhà quản lý cộng đồng và đôi khi thậm chí đóng vai trò là người quản lý cộng đồng. Họ có ảnh hưởng lớn trên trang web và chỉ chiếm một tỷ lệ nhỏ người dùng.

## Động lực và rào cản tham gia
Main article: Motivations for online participation
Cộng đồng trực tuyến thành công thúc đẩy sự tham gia trực tuyến. Các phương pháp thúc đẩy sự tham gia trong các cộng đồng này đã được điều tra trong một số nghiên cứu.
Có nhiều yếu tố thuyết phục thu hút người dùng vào cộng đồng trực tuyến. Các hệ thống ngang hàng và các trang web mạng xã hội phụ thuộc rất nhiều vào sự đóng góp của thành viên. Động lực cơ bản của người dùng để tham gia vào các cộng đồng này đã được liên kết với một số lý thuyết thuyết phục về xã hội học.
- Theo lý thuyết đối ứng, một cộng đồng trực tuyến thành công phải cung cấp cho người dùng của mình những lợi ích bù đắp cho chi phí thời gian, công sức và dữ liệu mà các thành viên cung cấp. Mọi người thường tham gia các cộng đồng này mong đợi một số loại phần thưởng.
- Lý thuyết nhất quán nói rằng một khi mọi người thực hiện cam kết công khai đối với một xã hội ảo, họ thường sẽ cảm thấy bắt buộc phải tuân thủ cam kết của mình bằng cách tiếp tục đóng góp.
- Lý thuyết xác nhận xã hội giải thích cách mọi người có nhiều khả năng tham gia và đóng góp vào một cộng đồng trực tuyến nếu nó được xã hội chấp nhận và phổ biến.

Một trong những điểm thu hút lớn nhất đối với các cộng đồng trực tuyến là ý thức kết nối người dùng xây dựng giữa các thành viên. Sự tham gia và đóng góp bị ảnh hưởng khi các thành viên của một cộng đồng trực tuyến nhận thức được đối tượng toàn cầu của họ.
Phần lớn mọi người học bằng ví dụ và thường làm theo người khác, đặc biệt là khi tham gia một cộng đồng nào đó. Các cá nhân thường thụ động về việc đóng góp cho một cộng đồng trực tuyến vì nhiều lý do bao gồm nhưng không giới hạn ở nỗi sợ bị chỉ trích hoặc không chính xác. Người dùng có thể giữ lại thông tin mà họ không tin là đặc biệt thú vị, có liên quan hoặc trung thực. Để thách thức những rào cản đóng góp này, các nhà sản xuất của các trang này chịu trách nhiệm phát triển niềm tin dựa trên tri thức và dựa trên nền tảng trong cộng đồng.
Nhận thức của người dùng về đối tượng là một lý do khác khiến người dùng tham gia vào các cộng đồng trực tuyến. Kết quả cho thấy người dùng thường đánh giá thấp lượng người theo dõi của họ trong cộng đồng trực tuyến. Người dùng phương tiện truyền thông xã hội đoán rằng khán giả của họ là 27% kích thước thật của nó. Dù tồn tại sự đánh giá thấp này, nó cho thấy lượng khán giả ảnh hưởng đến việc tự trình bày của người dùng và cả sản xuất nội dung có nghĩa là mức độ tham gia cao hơn.
Có hai loại cộng đồng trực tuyến ảo (VOC): VOC phụ thuộc và tự duy trì. Các VOC phụ thuộc là những người sử dụng cộng đồng ảo làm phần mở rộng của chính họ, họ tương tác với những người họ biết. Các VOC tự duy trì là các cộng đồng nơi mối quan hệ giữa các thành viên tham gia được hình thành và duy trì thông qua các cuộc gặp gỡ trong cộng đồng trực tuyến. Đối với tất cả các VOC, tạo bản sắc riêng và danh tiếng trong cộng đồng là một vấn đề được quan tâm. Mọi người có thể tạo bất kỳ danh tính nào mà họ muốn thông qua tương tác của họ với các thành viên khác. Tên người dùng là yếu tố để các thành viên xác định lẫn nhau nhưng cho ta biết rất ít về người đứng sau nó. Các tính năng chính trong cộng đồng trực tuyến thu hút mọi người là môi trường giao tiếp chung, các mối quan hệ được hình thành và nuôi dưỡng, ý thức thuộc về một nhóm, cấu trúc bên trong của nhóm, không gian chung được chia sẻ bởi những người có cùng ý tưởng và sở thích. Ba vấn đề quan trọng nhất là sự thuộc về, bản sắc và lợi ích. Để một cộng đồng trực tuyến phát triển, cần có sự tham gia, quan tâm và động lực nhất quán.
Nghiên cứu được thực hiện bởi Helen Wang đã áp dụng Mô hình công nghệ về việc chấp nhận cho sự tham gia của cộng đồng trực tuyến. Sự tự túc hiệu quả của Internet dự đoán tích cực nhận thấy rằng nó khá dễ sử dụng. Nghiên cứu cho thấy niềm tin của người tham gia vào khả năng sử dụng internet và các công cụ dựa trên mạng đã xác định mức độ nỗ lực được mong đợi. Môi trường cộng đồng dự đoán tích cực nhận thấy sự dễ sử dụng và hữu ích. Động lực nội tại dự đoán tích cực nhận thấy sự dễ sử dụng, tính hữu dụng và sử dụng thực tế. Mô hình chấp nhận công nghệ dự đoán tích cực khả năng một cá nhân sẽ tham gia vào một cộng đồng trực tuyến.

## Tương tác giữa người tiêu dùng và nhà cung cấp
Thiết lập mối quan hệ giữa người tiêu dùng và người bán đã trở thành một lĩnh vực khoa học mới nhờ sự xuất hiện của các cộng đồng trực tuyến. Đây là một thị trường mới được khai thác bởi các công ty và để làm như vậy, đòi hỏi sự hiểu biết về các mối quan hệ được xây dựng trên các cộng đồng trực tuyến. Cộng đồng trực tuyến tập hợp những người xung quanh lợi ích chung và những lợi ích chung này có thể bao gồm thương hiệu, sản phẩm và dịch vụ. Các công ty không chỉ có cơ hội tiếp cận một nhóm người tiêu dùng mới trong cộng đồng trực tuyến, mà còn khai thác thông tin về người tiêu dùng. Các công ty có cơ hội tìm hiểu về người tiêu dùng trong một môi trường mà họ cảm thấy có một sự ẩn danh nhất định và do đó, cởi mở hơn để cho phép một công ty thấy những gì họ thực sự muốn hoặc đang tìm kiếm.
Để thiết lập mối quan hệ với người tiêu dùng, một công ty phải tìm cách xác định cách thức các cá nhân tương tác với cộng đồng. Điều này được thực hiện bằng cách hiểu các mối quan hệ của một cá nhân với cộng đồng trực tuyến. Có sáu trạng thái mối quan hệ có thể xác định: trạng thái được xem xét, trạng thái đã cam kết, trạng thái không hoạt động, trạng thái mờ dần, trạng thái được công nhận và trạng thái không được nhận dạng. Tình trạng không được công nhận có nghĩa là người tiêu dùng không biết về cộng đồng trực tuyến hoặc chưa quyết định cộng đồng là hữu ích. Tình trạng được công nhận là nơi một người nhận thức được cộng đồng, nhưng không hoàn toàn liên quan. Một trạng thái được xem xét là khi một người bắt đầu sự tham gia của họ với trang web. Việc sử dụng ở giai đoạn này vẫn còn rất rời rạc. Trạng thái cam kết là khi mối quan hệ giữa một người và cộng đồng trực tuyến được thiết lập và người đó được tham gia đầy đủ với cộng đồng. Tình trạng không hoạt động là khi một cộng đồng trực tuyến không liên quan đến một người. Trạng thái mờ dần là khi một người đã bắt đầu mờ dần khỏi một trang web. Điều quan trọng là có thể nhận ra nhóm hoặc trạng thái nào mà người tiêu dùng nắm giữ, bởi vì nó có thể giúp xác định cách tiếp cận nào sẽ sử dụng.
Các công ty không chỉ cần hiểu làm thế nào một người tiêu dùng hoạt động trong một cộng đồng trực tuyến, mà còn là một công ty "nên tìm hiểu tính cộng đồng của một cộng đồng trực tuyến" Điều này có nghĩa là một công ty phải hiểu được sự năng động và cấu trúc của cộng đồng trực tuyến để có thể thiết lập mối quan hệ với người tiêu dùng. Các cộng đồng trực tuyến có văn hóa của riêng họ và để có thể thiết lập mối quan hệ thương mại hoặc thậm chí tham gia, người ta phải hiểu các giá trị và quyền sở hữu của cộng đồng. Nó thậm chí đã được chứng minh là có lợi khi coi các mối quan hệ thương mại trực tuyến nhiều hơn là tình bạn hơn là giao dịch kinh doanh.
Thông qua sự tham gia trực tuyến, vì màn hình khói ẩn danh, nó cho phép một người có thể tương tác xã hội với người lạ theo cách cá nhân hơn nhiều. Kết nối cá nhân mà người tiêu dùng cảm thấy này ảnh hưởng đến cách họ muốn thiết lập mối quan hệ trực tuyến. Họ phân tách những gì là thư thương mại hoặc thư rác và những gì là từ các mối quan hệ. Quan hệ trở thành những gì họ liên kết với tương tác của con người trong khi thương mại là những gì họ liên kết với tương tác kỹ thuật số hoặc không phải con người. Do đó, cộng đồng trực tuyến không nên được xem là "chỉ là một kênh bán hàng". Thay vào đó, nó nên được xem như một mạng lưới để thiết lập liên lạc cá nhân với người tiêu dùng.

## Chu kỳ tăng trưởng
Hầu hết các cộng đồng trực tuyến phát triển chậm lúc đầu, một phần là do sức mạnh của động lực đóng góp thường tỷ lệ thuận với quy mô của cộng đồng. Khi quy mô của đối tượng tiềm năng tăng lên, sự hấp dẫn của văn bản và đóng góp cũng vậy. Điều này, cùng với thực tế là văn hóa tổ chức không thay đổi chỉ sau một đêm, có nghĩa là người sáng tạo có thể mong đợi tiến độ chậm lúc đầu với một cộng đồng ảo mới. Tuy nhiên, khi nhiều người bắt đầu tham gia, các động lực nói trên sẽ tăng lên, tạo ra một chu kỳ đạo đức trong đó nhiều người tham gia hơn sẽ tham gia nhiều hơn.
Việc áp dụng cộng đồng có thể được dự báo với mô hình khuếch tán Bass, ban đầu được Frank Bass nghĩ ra để mô tả quá trình các sản phẩm mới được chấp nhận như một sự tương tác giữa những người chấp nhận sớm đổi mới và những người theo dõi chúng.

## Cộng đồng học tập trực tuyến
Học trực tuyến là một hình thức của cộng đồng trực tuyến. Các trang web được thiết kế để giáo dục. Các trường cao đẳng và đại học có thể cung cấp nhiều lớp học trực tuyến cho sinh viên của họ; điều này cho phép mỗi học sinh tham gia lớp học theo tốc độ của riêng mình.
Theo một bài báo được xuất bản trong tập 21, số 5 của Tạp chí European Management Journal có tiêu đề "Học trong các diễn đàn trực tuyến", các nhà nghiên cứu đã thực hiện một loạt các nghiên cứu về học tập trực tuyến. Họ nhận thấy rằng mặc dù kế hoạch học trực tuyến tốt rất khó để xây dựng, nhưng nó khá thuận lợi cho việc học tập giáo dục. Học trực tuyến có thể tập hợp một nhóm người đa dạng và mặc dù đó là học không đồng bộ, nếu diễn đàn được thiết lập bằng cách sử dụng tất cả các công cụ và chiến lược tốt nhất, nó có thể rất hiệu quả.
Một nghiên cứu khác được đăng  trong tập số 55, bản 1 của tạp chí Computers and Education và tìm thấy kết quả hỗ trợ những phát hiện của bài báo đã đề cập ở trên. Các nhà nghiên cứu nhận thấy rằng động lực, sự thích thú và đóng góp của nhóm vào kết quả học tập đã thúc đẩy học sinh học tập và học sinh cảm thấy họ đã học tốt với cộng đồng này. Một nghiên cứu được công bố trên cùng một tạp chí  điều tra cách mạng xã hội có thể thúc đẩy hạnh phúc cá nhân và phát triển các kỹ năng có thể cải thiện trải nghiệm học tập.
Những bài viết này xem xét một loạt các loại học tập trực tuyến khác nhau. Họ đề nghị rằng học trực tuyến có thể khá hiệu quả và giáo dục nếu được tạo ra và duy trì đúng cách.
Một đặc điểm của cộng đồng trực tuyến là chúng không bị hạn chế bởi thời gian do đó mang lại cho các thành viên khả năng di chuyển qua các giai đoạn hoạt động thường xuyên đến không thường xuyên trong một khoảng thời gian. Bản chất năng động này duy trì sự mới mẻ và đa dạng mà các phương pháp học tập truyền thống có thể không thể cung cấp.
Dường như các cộng đồng trực tuyến như Wikipedia đã trở thành một nguồn học tập chuyên nghiệp. Chúng là một môi trường học tập tích cực trong đó người học trò chuyện và tìm hiểu.
Trong một nghiên cứu dành riêng cho giáo viên trong các cộng đồng trực tuyến, kết quả cho thấy rằng tư cách thành viên trong cộng đồng trực tuyến đã cung cấp cho giáo viên một nguồn học tập chuyên nghiệp phong phú làm hài lòng từng thành viên của cộng đồng.
Saurabh Tyagi mô tả lợi ích của việc học tập cộng đồng trực tuyến bao gồm:
- Không có ranh giới vật lý: Cộng đồng trực tuyến không giới hạn tư cách thành viên cũng như loại trừ dựa trên nơi một người sống.
- Hỗ trợ học tập trên lớp: Do hạn chế về thời gian, các bảng thảo luận có hiệu quả hơn cho các câu hỏi và trả lời hơn là cho phép thời gian sau khi giảng bài để đặt câu hỏi.
- Xây dựng trải nghiệm học tập xã hội và hợp tác: Mọi người có thể học tốt nhất khi họ tham gia, giao tiếp và cộng tác với nhau. Cộng đồng trực tuyến tạo ra một môi trường nơi người dùng có thể cộng tác thông qua tương tác xã hội và chia sẻ kinh nghiệm.
- Tự quản trị: Bất cứ ai có thể truy cập internet đều được trao quyền tự chủ. Việc truy cập ngay vào thông tin cho phép người dùng tự giáo dục.

Những thuật ngữ này được lấy từ Edudemia, một trang web về giảng dạy và học tập. Bài viết "Cách xây dựng cộng đồng học tập trực tuyến hiệu quả" cung cấp thông tin cơ bản về các cộng đồng trực tuyến cũng như cách kết hợp việc học trong cộng đồng trực tuyến.

## Cộng đồng y tế trực tuyến
Cộng đồng y tế trực tuyến là một ví dụ về cộng đồng trực tuyến được người dùng internet sử dụng nhiều. Một lợi ích chính của cộng đồng y tế trực tuyến là cung cấp quyền truy cập của người dùng cho những người dùng khác có vấn đề hoặc trải nghiệm tương tự có ảnh hưởng đáng kể đến cuộc sống của các thành viên của họ. Thông qua sự tham gia của mọi người, cộng đồng y tế trực tuyến sẽ có thể cung cấp cho bệnh nhân cơ hội để hỗ trợ về mặt cảm xúc và cũng sẽ cung cấp cho họ quyền truy cập vào thông tin dựa trên kinh nghiệm về vấn đề cụ thể hoặc các quá trình điều trị có thể áp dụng. Ngay cả trong một số nghiên cứu, người ta thấy rằng người dùng tìm thấy thông tin dựa trên kinh nghiệm có liên quan nhiều hơn thông tin được quy định bởi các chuyên gia. Hơn nữa, việc cho phép bệnh nhân cộng tác ẩn danh trong một số cộng đồng y tế trực tuyến giúp người dùng có một môi trường không phán xét để chia sẻ các vấn đề, kiến thức và kinh nghiệm của họ.

## Khó khăn
Cộng đồng trực tuyến là khu vực tương đối mới và chưa được khám phá. Họ quảng bá một cộng đồng hoàn toàn mới mà trước đó Internet không có sẵn. Mặc dù họ có thể thúc đẩy một loạt các phẩm chất tích cực, chẳng hạn như các mối quan hệ mà không liên quan đến chủng tộc, tôn giáo, giới tính hoặc địa lý, chúng cũng có thể dẫn đến nhiều vấn đề.
Giả thuyết về nhận thức rủi ro, sự không chắc chắn khi tham gia vào một cộng đồng trực tuyến, khá phổ biến, đặc biệt khi trong các trường hợp trực tuyến sau:
1. thực hiện công việc,
2. tài chính,
3. cơ hội/ thời gian,
4. sự an toàn,
5. xã hội,
6. mất mát tâm lý.[71]

Clay Shirky giải thích một trong những vấn đề như hai chiếc vòng hoola-hoops. Với sự gia tăng của các cộng đồng trực tuyến, có một hoola-hoop "đời thực" và "cuộc sống trực tuyến" khác. Hai vòng này từng hoàn toàn tách biệt nhưng bây giờ chúng đã vung lên và chồng lên nhau. Vấn đề với sự chồng chéo này là không còn sự phân biệt nữa giữa các tương tác trực diện và tương tác ảo; Họ là một và giống nhau. Shirky minh họa điều này bằng cách giải thích một cuộc họp. Một nhóm người sẽ ngồi trong một cuộc họp nhưng tất cả họ cũng sẽ được kết nối vào một thế giới ảo, sử dụng các cộng đồng trực tuyến như Wiki.
Một vấn đề nữa là sự hình thành danh tính với sự pha trộn giữa đời thực và ảo mơ hồ. Sự hình thành danh tính trong thế giới thực bao gồm "một cơ thể, một danh tính", nhưng cộng đồng trực tuyến cho phép bạn tạo ra "nhiều nhân vật điện tử" như bạn muốn. Điều này có thể dẫn đến việc lừa đảo về danh tính. Hành động tự xưng là ai đó mà bạn không thể gây rắc rối với những người dùng cộng đồng trực tuyến khác và cho chính bạn. Tạo một danh tính giả có thể gây nhầm lẫn và mơ hồ về danh tính đúng.
Sự thiếu tin tưởng liên quan đến thông tin cá nhân hoặc chuyên nghiệp là vấn đề với các câu hỏi về cá tính hoặc tính tương hỗ thông tin. Thông thường, nếu thông tin được cung cấp cho người dùng khác của cộng đồng trực tuyến, người ta mong đợi thông tin bình đẳng được chia sẻ lại. Tuy nhiên, đây có thể không phải là trường hợp hoặc người dùng khác có thể sử dụng thông tin được cung cấp theo những cách có hại. Việc xây dựng cá tính của một cá nhân trong một cộng đồng trực tuyến đòi hỏi phải tự trình bày. Tự trình bày là hành động "viết cái tôi thành hiện thực", trong đó bản sắc của một người được hình thành bởi những gì người đó nói, làm hoặc thể hiện. Điều này cũng đặt ra một vấn đề tiềm ẩn vì sự tự đại diện như vậy có thể bị giải thích sai. Mặc dù danh tính trực tuyến của một cá nhân có thể được xây dựng hoàn toàn với một vài câu nói từ chính họ, nhận thức về danh tính này có thể hoàn toàn sai và không chính xác.
Các cộng đồng trực tuyến trình bày các vấn đề bận tâm, mất tập trung, tách rời và giải mẫn cảm với một cá nhân, mặc dù hiện tại tồn tài các nhóm hỗ trợ trực tuyến. Cộng đồng trực tuyến hiện có những rủi ro tiềm ẩn và người dùng phải nhớ cẩn thận và nhớ rằng chỉ vì cộng đồng trực tuyến cảm thấy an toàn không có nghĩa là nó nhất thiết phải như vậy.

### Quấy rối và khiêu khích
Cyber bullying, bắt nạt trên mạng,"sử dụng các hành vi gây hấn, cố ý, lặp đi lặp lại lâu dài của một hoặc nhiều cá nhân, sử dụng các phương tiện điện tử, chống lại một nạn nhân gần như bất lực" đã tăng trưởng tần suất cùng với sự phát triển liên tục của các cộng đồng mạng với một nghiên cứu từ đại học mở (Open University) cho thấy 38% những người trẻ tuổi đã trải qua hoặc chứng kiến bắt nạt trên mạng. Nó đã nhận được sự chú ý của truyền thông đáng kể do các sự cố tai tiếng như cái chết của Amanda Todd người trước khi chết đã kể chi tiết thử thách của cô trên YouTube.
Một tác dụng chính của bắt nạt như vậy là nó cho phép nạn nhân bị quấy rối mọi lúc, điều không thể điển hình với bắt nạt ngoài đời thật. Điều này đã buộc Chính phủ và các tổ chức khác thay đổi cách tiếp cận điển hình của họ là bắt nạt với Bộ Giáo dục Vương quốc Anh hiện đang đưa ra lời khuyên cho các trường về cách xử lý các trường hợp bắt nạt trên mạng.
Vấn đề phổ biến nhất với cộng đồng trực tuyến có xu hướng là quấy rối trực tuyến, có nghĩa là nội dung đe dọa hoặc xúc phạm nhằm vào bạn bè hoặc người lạ được biết thông qua các cách thức của công nghệ trực tuyến. Trường hợp đăng bài như vậy được thực hiện "for the lulz" (nghĩa là cho niềm vui của nó), thì nó được gọi là trolling. (khiêu khích). Đôi khi trolling được thực hiện để gây hại cho người khác vì sự hài lòng của người đăng. Động lực chính cho các áp phích như vậy, được biết đến trong lý thuyết nhân vật là "snerts", là cảm giác về sức mạnh và sự tiếp xúc mà nó mang lại cho họ. Quấy rối trực tuyến có xu hướng ảnh hưởng đến thanh thiếu niên nhiều nhất do hành vi chấp nhận rủi ro và quá trình ra quyết định của họ. Một ví dụ đáng chú ý là Natasha MacBryde, người bị Sean Duffy hành hạ, sau đó đã bị truy tố. Năm 2010, Alexis Pilkington, một người New York 17 tuổi đã tự sát. Những kẻ khiêu khích xuất hiện trên trang chia buồn của cô đăng tải những hình ảnh vô cảm và đau đớn về những thứ noos và biểu tượng tự tử khác. Bốn năm trước đó, một thanh niên 18 tuổi chết trong một vụ tai nạn xe hơi ở California. Kẻ khiêu khích đã lấy những hình ảnh về cơ thể dị dạng của cô mà chúng tìm thấy trên internet và dùng chúng để tra tấn cha mẹ đau buồn của cô gái. Nghiên cứu tâm lý đã chỉ ra rằng sự ẩn danh làm tăng hành vi phi đạo đức thông qua cái được gọi là hiệu ứng giải tỏa ức chế trên mạng (online disinhibition effect Lưu trữ ngày 27 tháng 5 năm 2020 tại Wayback Machine). Nhiều trang web và cộng đồng trực tuyến đã cố gắng để chống lại trolling. Không có một phương pháp hiệu quả duy nhất nào để ngăn chặn sự ẩn danh và các lập luận cho rằng việc xóa ẩn danh của người dùng Internet là xâm phạm quyền riêng tư của họ và vi phạm quyền tự do ngôn luận. Julie Zhou, viết cho tờ Thời báo New York, bình luận rằng "Không có cách nào để thực sự loại bỏ Internet ẩn danh. Rốt cuộc, tên và địa chỉ email có thể bị làm giả. Và trong vài trường hợp, nhiều người bình luận viết những điều thô lỗ dưới tên thật của họ ". Do đó, một số kẻ lừa gạt thậm chí không thèm che giấu hành động và tự hào về hành vi của mình. Tỷ lệ quấy rối trực tuyến được báo cáo ngày càng tăng do đã có sự gia tăng 50% trong các tài khoản về quấy rối trực tuyến thanh thiếu niên từ những năm 2000.
Một hình thức quấy rối phổ biến trực tuyến khác được gọi là flaming (chọc tức).Theo một nghiên cứu được thực hiện bởi Peter J. Moor, flaming được định nghĩa là thể hiện thái độ thù địch bằng cách lăng mạ, chửi rủa hoặc sử dụng ngôn ngữ xúc phạm. Flaming có thể được thực hiện theo định dạng kiểu nhóm (phần bình luận trên YouTube) hoặc ở định dạng một đối một (nhắn tin riêng tư trên Facebook). Một số nghiên cứu đã chỉ ra rằng flaming rõ ràng hơn trong cuộc trò chuyện qua trung gian máy tính hơn là tương tác mặt đối mặt. Ví dụ, một nghiên cứu được thực hiện bởi Kiesler et al. nhận thấy rằng những người gặp trực tuyến đánh giá nhau gay gắt hơn những người gặp mặt trực tiếp. Nghiên cứu tiếp tục nói rằng những người giao tiếp bằng máy tính "cảm thấy và hành động như thể thiết lập là vô lý hơn, và hành vi của họ không bị ngăn cản. Những phát hiện này cho thấy giao tiếp qua máy tính... gợi ra hành vi xã hội hoặc không được kiểm soát".
Các cộng đồng không được kiểm soát được thiết lập khi người dùng trực tuyến giao tiếp trên một trang web mặc dù không có điều khoản sử dụng lẫn nhau. Không có cơ quan quản lý. Các nhóm sở thích trực tuyến hoặc blog ẩn danh là ví dụ về các cộng đồng không được kiểm soát.
Bắt nạt trên mạng cũng rất phổ biến. Bắt nạt trên mạng được định nghĩa là tác hại cố ý và lặp đi lặp lại gây ra cho người khác thông qua các phương tiện công nghệ thông tin. Nạn nhân của đe doạ trực tuyến đã lên hàng đầu trong chương trình nghị sự công cộng sau khi một số câu chuyện tin tức đã xuất hiện về chủ đề này. Lấy ví dụ tân học sinh Rutgers, Tyler Clementi đã tự sát vào năm 2010 sau khi bạn cùng phòng của anh ta bí mật quay phim anh ta trong một cuộc gặp gỡ thân mật và sau đó phát trực tiếp video qua Internet. Nhiều tiểu bang, như New Jersey, đã tạo ra và thông qua các luật không cho phép bất kỳ hành vi quấy rối nào tại, gần hoặc ngoài sân trường làm gián đoạn hoặc can thiệp vào hoạt động của trường hoặc quyền của các học sinh khác.
Trolling và bắt nạt trên mạng trong cộng đồng trực tuyến rất khó ngăn chặn vì một số lý do:
1. Các thành viên cộng đồng không muốn vi phạm các ý thức tự do, nơi mà mọi người đều có quyền phát ngôn.
2. Bản chất phân tán của các cộng đồng trực tuyến khiến các thành viên gặp khó khăn trong việc đi đến thỏa thuận.
3. Quyết định ai nên kiểm duyệt và làm thế nào để kiểm duyệt tạo khó khăn cho quản lý cộng đồng.

Cộng đồng trực tuyến là một nhóm người có chung sở thích sử dụng Internet (trang web, email, tin nhắn tức thời, v.v.) để liên lạc, làm việc cùng nhau và theo đuổi sở thích của họ theo thời gian.

### Làm nhục
Một vấn đề ít được biết đến là hazing (làm nhục) trong cộng đồng trực tuyến. Các thành viên cấp cao của một cộng đồng trực tuyến sử dụng hazing để thể hiện sức mạnh của họ, tạo ra sự bất bình đẳng và gia tăng lòng trung thành với người mới. Mặc dù hazing trực tuyến không gây ra tình trạng khó khăn về thể chất, "các giá trị trạng thái của sự thống trị và sự phụ thuộc cũng được truyền đi một cách hiệu quả".  Các thành viên ưu tú trong nhóm có thể gây ám ảnh bằng cách sử dụng các thuật ngữ xúc phạm để chỉ người mới đến, sử dụng trò lừa dối hoặc chơi trò chơi trí tuệ hoặc tham gia đe dọa, trong số các hoạt động khác.
"Qua phương thức hazing, các thành viên sáng lập ngầm nói với những người mới đến rằng họ phải có khả năng chịu đựng một mức độ hung hăng, thô lỗ và đáng ghét nhất định để phù hợp và được cộng đồng BlueSky chấp nhận".

### Sự riêng tư
Các cộng đồng trực tuyến như các trang web mạng xã hội có sự phân biệt rất không rõ ràng giữa thông tin riêng tư và công khai. Đối với hầu hết các mạng xã hội, người dùng phải cung cấp thông tin cá nhân để thêm vào hồ sơ của họ. Thông thường, người dùng có thể kiểm soát loại thông tin mà người khác trong cộng đồng trực tuyến có thể truy cập dựa trên mức độ quen thuộc của người dùng với mức độ thoải mái của người dùng. Những hạn chế này được gọi là "cài đặt quyền riêng tư". Cài đặt quyền riêng tư đưa ra câu hỏi về cách cài đặt quyền riêng tư và điều khoản dịch vụ ảnh hưởng đến sự mong đợi quyền riêng tư trên phương tiện truyền thông xã hội. Dù gì thì mục đích của một cộng đồng trực tuyến vẫn là chia sẻ một không gian chung với nhau. Hơn nữa, thật khó để có hành động pháp lý khi người dùng cảm thấy rằng quyền riêng tư của mình đã bị xâm phạm vì về mặt kỹ thuật họ biết những gì cộng đồng trực tuyến đòi hỏi. Người sáng lập trang mạng xã hội Facebook, Mark Zuckerberg, nhận thấy một sự thay đổi trong hành vi của người dùng từ khi anh ấy ra mắt Facebook lần đầu tiên. Dường như "sự sẵn sàng chia sẻ của xã hội đã tạo ra một môi trường nơi mối quan tâm riêng tư ít quan trọng hơn đối với người dùng mạng xã hội ngày nay so với khi mạng xã hội bắt đầu". Tuy nhiên, mặc dù người dùng có thể giữ kín thông tin cá nhân của mình, hoạt động của họ vẫn mở cho toàn bộ trang web để truy cập. Khi người dùng đăng thông tin lên một trang web hoặc bình luận hoặc phản hồi thông tin được đăng bởi người khác, các trang mạng xã hội sẽ tạo ra một hồ sơ theo dõi hoạt động của người dùng.
Quyền riêng tư trên Internet (Internet privacy) liên quan đến việc truyền và lưu trữ dữ liệu của một người và quyền ẩn danh của họ khi trực tuyến với Liên Hợp Quốc vào năm 2013 thông qua quyền riêng tư trực tuyến như một quyền của con người bằng một cuộc bỏ phiếu nhất trí. Nhiều trang web cho phép người dùng đăng ký tên người dùng không phải là tên thật của họ, điều này cho phép mức độ ẩn danh, trong một số trường hợp như người dùng hình ảnh từ 4chan - trang web không cần tài khoản để tham gia thảo luận. Tuy nhiên, trong những trường hợp này tùy thuộc vào chi tiết thông tin về một người được đăng, vẫn có thể tìm ra danh tính người dùng.
Ngay cả khi một người thực hiện các biện pháp để bảo vệ sự ẩn danh và tiết lộ quyền riêng tư của họ nhờ Edward Snowden, một nhà thầu trước đây của Cơ quan Tình báo Trung ương Central Intelligence Agency về các chương trình giám sát hàng loạt được thực hiện bởi các dịch vụ tình báo Hoa Kỳ liên quan đến việc thu thập dữ liệu hàng loạt trên cả người dùng trong nước và quốc tế của các trang web phổ biến bao gồm Facebook và YouTube cũng như việc thu thập thông tin trực tiếp từ cáp quang mà không có sự đồng ý xuất hiện cho thấy quyền riêng tư của cá nhân không phải lúc nào cũng được tôn trọng. Nhà sáng lập facebook Mark Zuckerberg tuyên bố công khai rằng công ty chưa được thông báo về bất kỳ chương trình nào như vậy và chỉ bàn giao dữ liệu người dùng cá nhân khi pháp luật yêu cầu   ngụ ý rằng nếu các cáo buộc là đúng thì dữ liệu thu hoạch đã được thực hiện mà không có sự đồng ý của công ty.
Sự phổ biến ngày càng tăng của các mạng xã hội nơi người dùng sử dụng tên thật của họ là tiêu chuẩn cũng mang đến một thách thức mới với một cuộc khảo sát với 2.303 người quản lý tìm thấy 37% ứng viên điều tra hoạt động truyền thông xã hội trong quá trình tuyển dụng với một nghiên cứu cho thấy 1 trong 10 lần từ chối đơn xin việc cho những người từ 16 đến 34 tuổi có thể là do kiểm tra phương tiện truyền thông xã hội.

### Sự phụ thuộc vào thông tin
Cộng đồng mạng có thể là một công cụ dễ dàng và hữu ích để truy cập thông tin. Tuy nhiên, thông tin có chứa cũng như thông tin xác thực của người dùng không phải lúc nào cũng đáng tin cậy, với việc internet cung cấp một phương tiện tương đối ẩn danh để một số người lừa đảo yêu cầu bất cứ điều gì từ trình độ của họ hoặc trong trường hợp hiếm hoi, giả vờ là một người cụ thể. Các tài khoản giả mạo độc hại được tạo ra với mục đích lừa gạt nạn nhân bằng tiền đã trở nên cao cấp hơn với bốn người đàn ông bị kết án từ 8 năm đến 46 tuần vì lừa đảo 12 phụ nữ £250.000 bảng Anh bằng cách sử dụng tài khoản giả trên trang web hẹn hò. Nói về đến độ chính xác, một khảo sát dựa trên Wikipedia đã đánh giá 50 bài báo cho thấy 24% không có sự chính xác, mặc dù trong hầu hết các trường hợp, hậu quả có thể chỉ là sự lan truyền thông tin sai lệch, tin giả trong các lĩnh vực như sức khỏe, hậu quả có thể gây tổn hại lớn hơn nhiều dẫn đến Cục Quản lý Thực phẩm và Dược phẩm Hoa Kỳ cung cấp trợ giúp về đánh giá thông tin y tế trên web.

### Mất cân bằng
Quy tắc 1% nêu rõ rằng trong cộng đồng trực tuyến dưới dạng quy tắc chỉ có 1% người dùng đóng góp tích cực vào việc tạo nội dung. Các biến thể khác cũng tồn tại như quy tắc 1-9-90 khi tính đến chỉnh sửa. Điều này đặt ra vấn đề cho các cộng đồng trực tuyến với hầu hết người dùng chỉ quan tâm đến thông tin mà cộng đồng đó có thể chứa thay vì quan tâm đến việc đóng góp tích cực có thể dẫn đến sự cứng nhắc trong thông tin và suy giảm trong cộng đồng. Điều này đã khiến các cộng đồng dựa vào việc chỉnh sửa nội dung của người dùng để thúc đẩy người dùng trở thành những người đóng góp tích cực cũng như giữ chân các thành viên hiện có thông qua các dự án như Dự án cải thiện sáng tạo tài khoản Wikimedia.

## Vấn đề pháp lý
Tại Hoa Kỳ, hai trong số các luật quan trọng nhất liên quan đến các vấn đề pháp lý của cộng đồng trực tuyến, đặc biệt là các trang mạng xã hội là Mục 512c của Đạo luật bản quyền thiên niên kỷ kỹ thuật số (Digital Millennium Copyright Act) và Mục 230 của Đạo luật chính xác về truyền thông (Communications Decency Act).
Mục 512c xóa trách nhiệm đối với vi phạm bản quyền khỏi các trang web cho phép người dùng đăng nội dung, miễn là có cách mà chủ sở hữu bản quyền có thể yêu cầu xóa nội dung vi phạm. Trang web có thể không nhận được bất kỳ lợi ích tài chính nào từ các hoạt động vi phạm.
Mục 230 của Đạo luật về Thông tin liên lạc cung cấp sự bảo vệ khỏi mọi trách nhiệm do kết quả của việc xuất bản do một bên khác cung cấp. Các vấn đề phổ biến bao gồm phỉ báng, nhưng nhiều tòa án đã mở rộng nó để bao gồm cả các khiếu nại khác.
Các cộng đồng trực tuyến thuộc nhiều loại khác nhau (trang mạng xã hội, blog, trang chia sẻ phương tiện truyền thông, v.v.) đang đặt ra những thách thức mới cho tất cả các cấp thực thi pháp luật trong việc chống lại nhiều loại tội phạm bao gồm quấy rối, trộm danh tính, vi phạm bản quyền, v.v.
Luật bản quyền đang bị thách thức và tranh luận với sự thay đổi trong cách các cá nhân hiện phổ biến tài sản trí tuệ của họ. Các cá nhân đến với nhau thông qua các cộng đồng trực tuyến trong nỗ lực hợp tác để tạo ra. Nhiều người mô tả luật bản quyền hiện tại là không được trang bị đầy đủ để quản lý lợi ích của các cá nhân hoặc nhóm liên quan đến những nỗ lực hợp tác này. Một số người nói rằng những luật này thậm chí có thể ngăn cản loại hình sản xuất này.
Luật điều chỉnh hành vi trực tuyến đặt ra một thách thức khác đối với các nhà lập pháp ở chỗ họ phải làm việc để ban hành luật bảo vệ công chúng mà không vi phạm quyền của họ đối với tự do ngôn luận. Có lẽ vấn đề được bàn tán nhiều nhất của loại này là vấn đề đe doạ trực tuyến. Một số học giả kêu gọi nỗ lực hợp tác giữa phụ huynh, nhà trường, nhà lập pháp và thực thi pháp luật để ngăn chặn bắt nạt trực tuyến.
Luật pháp phải liên tục thích ứng với bối cảnh luôn thay đổi của phương tiện truyền thông xã hội dưới mọi hình thức; một số học giả pháp lý cho rằng các nhà lập pháp cần có cách tiếp cận liên ngành để tạo ra chính sách hiệu quả cho dù đó là quy định, vì an toàn công cộng, hay nói cách khác. Các chuyên gia về khoa học xã hội có thể làm sáng tỏ các xu hướng mới xuất hiện trong việc sử dụng phương tiện truyền thông xã hội bởi các phân khúc khác nhau của xã hội (bao gồm cả giới trẻ). Được trang bị dữ liệu này, các nhà lập pháp có thể xây dựng và thông qua luật bảo vệ và trao quyền cho các thành viên cộng đồng trực tuyến khác nhau.